# Sophie Desmarets
Sophie Desmarets (Parijs, 7 april 1922 - aldaar, 13 februari 2012) was een Franse actrice die zowel op het grote en kleine scherm als op het podium te zien was.
Desmarets begon haar filmcarrière in 1940 met de komedie Battement de coeur van Henri Decoin. Ze had vooral succes in talrijke komedies van de jaren 40, 50 en 60 waarvan de titels zoals Scènes de ménage (met Louis de Funès), Miss Catastrophe, Fumée blonde of Petites femmes et haute finance voor zich spraken. Zo vertolkte ze de vrouw van Fernand Gravey in Ma femme est formidable (1951) en in Mon mari est merveilleux (1952), een succesrijk komisch tweeluik van André Hunebelle.
Ze speelde de zus van Bourvil in de oorlogskomedie Le Mur de l'Atlantique, een kaskraker in 1970 én de laatste film van Bourvil. Het werd een van haar latere en bekendere rollen. In haar laatste film, de komedie Fallait Pas (1996), werd ze geregisseerd door Gérard Jugnot. Daarna kwam er een einde aan haar carrière.
In 1942 huwde ze met René Froissant. Samen hebben ze een dochter, Catherine. Ze scheidde van Froissant in 1949. In 1950 hertrouwde ze met de schrijver en filmcriticus Jean de Baroncelli die ze in 1948 ontmoet had op de set van de avonturenfilm Rocambole, een film van diens vader, de cineast Jacques de Baroncelli. Met Jean kreeg ze ook een dochter, Caroline.
In 2002 publiceerde ze Mémoires de Sophie, haar autobiografie.
Desmarets overleed in 2012 op 89-jarige leeftijd.

## Trivia
De Belgische tekenaar Jidéhem was blijkbaar zo een fan van deze actrice dat hij haar voornaam heeft gebruikt voor zijn dochtertje alsook voor zijn hoofdpersonage uit zijn meeste bekende stripreeks Sophie.